# Pumori
Pumori (lub Pumo Ri – w tyb.: niezamężna córka) – szczyt na granicy między Nepalem a Chinami. Wierzchołek Pumori znajduje się 10 km na zachód od wierzchołka Mount Everest. Ze szczytu bardzo dobrze widać Kala Pattar, Mount Everest, Lhotse i Nuptse. 
Pierwszego wejścia na szczyt dokonał Gerhard Lenser w 1962 r.